# Konfederacija ameriških držav
Konfederacija ameriških držav  (angleško Confederate States of America, kratica CSA) je bila zveza enajstih južnih držav ZDA. Zaradi nasprotij s severom so na jugu leta 1861 oblikovali svojo državo. Najprej se je decembra 1860 odcepila Južna Karolina; njej pa so v začetku leta 1861 sledile:
- Alabama,
- Florida,
- Georgia,
- Louisiana,
- Misisipi in
- Teksas.

Ob izbruhu secesijske vojne med aprilom in junijem 1861 so se jim pridružile še:
- Arkansas,
- Severna Karolina,
- Tennessee in
- Virginija.

H konfederaciji sta pristopili tudi državi Missouri in Kentucky, vendar ju je takoj po odcepitvi novembra 1861 zasedla vojska ZDA, secesionistični vladi pa sta bili izgnani.
Glavno mesto je bilo sprva Montgomery, od julija 1861 pa Richmond. Prvi in edini predsednik je bil Jefferson Davis, konfederacija je imela tudi lastno ustavo, vojsko, vlado, kongres in valuto, konfederalni dolar. 
Po porazu v vojni in brezpogojni vdaji aprila leta 1865 je konfederacija prenehala obstajati. Odcepljene države so se pripojile nazaj k ZDA.

## Obdobje pred odcepitvijo
Ko so ZDA dokončno zaokrožile svoje ozemlje oziroma ko se je končala faza ozemeljske ekspanzije, so družbeni nemiri, ki so ga povzročila vprašanja suženjstva, postajali vse ostrejši. Na severu so bila vse glasnejša družbenopolitična in moralna kritika suženjskega sistema (mdr. je 1852 izšel znameniti roman Harriet Beecher-Stowe Koča strica Toma; na jugu pa so se države še vedno močno oklepale suženjstva, njegov obstoj in nadaljevanje pa utemeljevali z različnimi spornimi antropološkimi, socialnoekonomskimi in verskimi argumenti. Prepad med nasprotniki suženjstva in njegovimi zagovorniki je bil vedno hujši in se je poglabljal zaradi različnih oblik gospodarstva in družbenega reda. Medtem ko je bila za sever značilna živahna trgovina, industrija, ladjedelstvo ter demokratičen pogled na svet, je na jugu prevladoval tip plantažnega gospodarstva monokultur in bombaža ter patriarhalno-aristokratski pogled na svet.
Leta 1860 je bil za ameriškega predsednika izvoljen Abraham Lincoln, ki je bil znan kot oster nasprotnik suženjstva. Spori in nesoglasja med severom in jugom so bili vedno večji, kar je aprila 1861 privedlo do izbruha državljanske vojne.

## Galerija slik
- Konfederalni dolar
- Konfederalna poštna znamka
- Ustava
- Prvi vladni kabinet
- Vladna zgradba v Richmondu
- Prva "Bela hiša" v Montgomeryju
- Druga "Bela hiša" v Richmondu
- Predsednik Jefferson Davis